# Sharp MZ-800

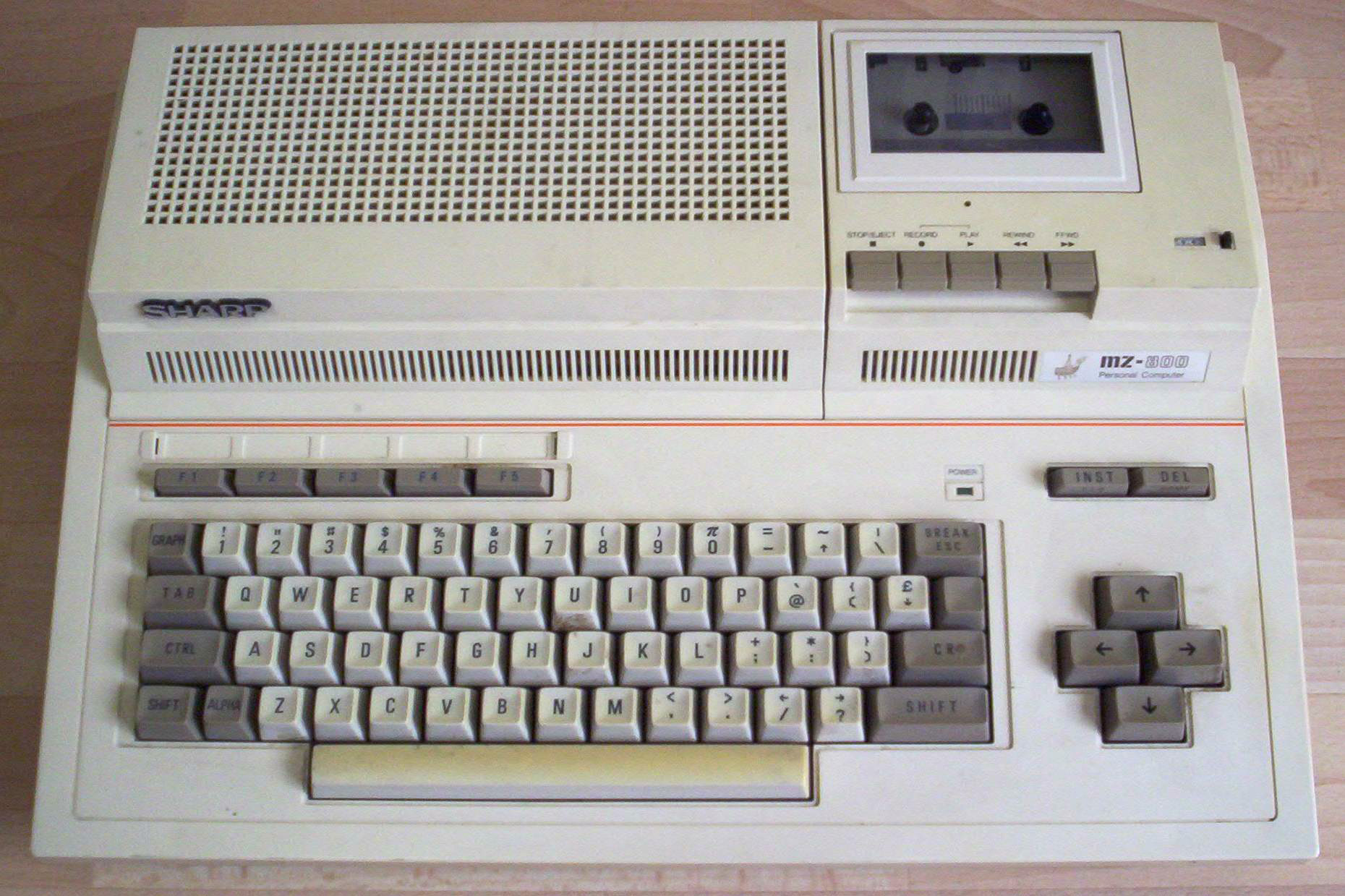
Sharp MZ-821

Der Sharp MZ-800 war ein Heimcomputer der japanischen Firma Sharp, der im Jahre 1985 auf den Markt kam. Das Gerät erschien in Japan unter der Bezeichnung Sharp MZ 1500.

## Technik

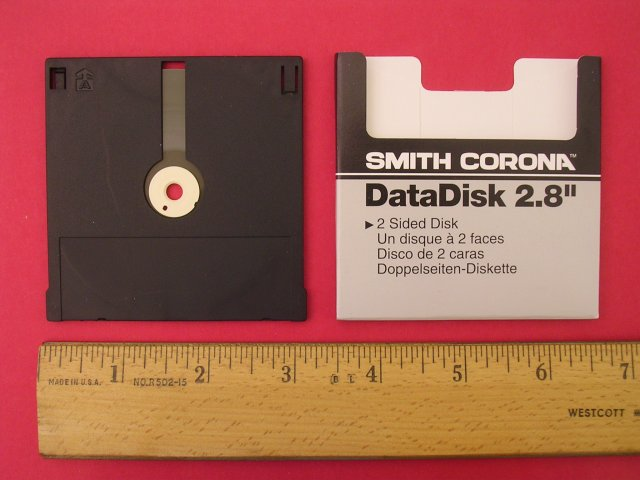
Nur wenige andere Computer nutzen die 2,8-Zoll-Quick-Disk.

Der MZ-800 setzte als Nachfolger des MZ-700 das Konzept der MZ-Reihe fort. Technisch basierte der Rechner auf einem Z80A-Prozessor mit 3,55 MHz. Das Gerät war mit 64 KB RAM ausgestattet, der Speicher konnte aber auf 128 KB erweitert werden.
Neu für die MZ-Serie von Sharp war an dem MZ-800 die grafische Auflösung von 640 × 200 Pixeln gegenüber 320 × 200 Pixeln der MZ-700er-Serie (und dem MZ80B).
Der MZ-700/800 ist abwärtskompatibel zum MZ-80A/B. Im Gegensatz zum MZ-80A (1979) und MZ-80B (1981) hat der MZ-700/800 nicht keinen eingebauten Monitor und kann an einen Fernseher angeschlossen werden. Er war in drei Varianten erhältlich: als Grundmodell (MZ-711/811), mit eingebauter Datasette (MZ-721/821) und mit einem zusätzlich integrierten Vierfarbplotter (MZ-731/831). Anstelle der Datasette konnte ein Quick-Disk-Laufwerk für eine 2,8-Zoll-Diskette mit sequentiellem Zugriff eingebaut werden. Außerdem konnte man ein externes 5,25"-Floppy-Laufwerk anschließen. Für Spiele gab es einen Joystick.
Im Gegensatz zu anderen Heimcomputern enthielt das ROM der Geräte aus der MZ-Serie keine Programmiersprache, sondern nur einen Boot-Monitor mit elementaren Eingabe-Ausgabe-Befehlen. Damit war es möglich, Daten von Kassette oder Diskette einzulesen, einzelne Speicherzellen auszulesen und ihren Inhalt in hexadezimaler Notation zu verändern sowie Daten wieder auf den Massenspeicher zu schreiben. Der Assembler-Quelltext des Monitors war im mitgelieferten Handbuch als Ausdruck enthalten. Sharp bezeichnete dieses Konzept als Clean Computer. Anwendungen oder Programmiersprachen mussten nach dem Einschalten erst von Kassette oder von Diskette eingelesen werden. Mitgeliefert wurden das herstellereigene S-Basic (ein Interpreter) sowie einige Spiele. Es standen aber auch Compiler für Basic sowie für Pascal oder Fortran und zur Arbeit mit Z80-Assembler zur Verfügung. Unter CP/M konnten die damals verbreiteten Office-Anwendungen betrieben werden.
In Deutschland wurde 1983 der Vorgänger MZ-731 zu einem Verkaufspreis von 1198 DM angeboten.

## Magazine
Es gab über einen Zeitraum von mehr als 30 Jahren das englischsprachige Sharp User Club magazine. das über sämtliche Rechner der Firma Sharp aus Sicht der Benutzer und Liebhaber berichtete.